# Гендерная дисфория
Ге́ндерная дисфори́я — дистресс, который человек испытывает из-за несовпадения между своей гендерной идентичностью и полом, приписанным при рождении. Люди с гендерной дисфорией, как правило, трансгендерны. Ранее использовавшееся диагностическое обозначение «расстройства гендерной идентичности» было переименовано, чтобы удалить стигму, связанную с термином «расстройство».
В Международной классификации одиннадцатого пересмотра (МКБ-11) весь блок F64 «расстройства половой идентификации» (в который входили расстройство гендерной идентичности в детском возрасте, транссексуализм и другие расстройства гендерной идентичности) заменён на новый диагноз «гендерное несоответствие» (англ. gender incongruence), включающий детский и взрослый подтипы. В МКБ-11 расстройства гендерной идентичности и транссексуализм объединены в один диагноз и перенесены из блока «расстройств личности и поведения в зрелом возрасте» в раздел «состояния, относящиеся к сексуальному здоровью». Таким образом, данное состояние больше не причисляется к психическим расстройствам.
Гендерная дисфория может иметь различные причины, внешние проявления и длительность. На бытовом уровне, например, если физический облик или поведение мальчика или девочки не соответствует гендерным нормам, это явление часто называют гендерной неконформностью; человек может нарушать гендерные границы путём переодевания — трансвестизм двойной роли. Самая глубокая форма гендерной дисфории — транссексуальность, когда индивид полностью отвергает свой приписанный при рождении пол и добивается его перемены, включая соответствующую хирургическую операцию, смену паспортного пола и так далее.

## Причины
Близнецовый метод исследования показал, что 62 % вариативности гендерной дисфории в популяции может объясняться наследственными факторами.

## Диагностика
Американская психиатрическая ассоциация позволяет ставить диагноз «гендерная дисфория» подросткам и взрослым, если человек испытывает два или более из следующих симптомов в течение по крайней мере шести месяцев:
- Сильное желание принадлежать к полу, отличному от приписанного при рождении
- Сильное желание, чтобы к человеку относились как к представителю отличного от приписанного при рождении пола
- Значительное несоответствие между переживаемым или выражаемым гендером человека и его половыми характеристиками
- Сильное стремление к половым характеристикам пола, отличного от приписанного
- Сильное желание избавиться от своих половых характеристик из-за несоответствия своему переживаемому или выражаемому гендеру
- Сильное убеждение в том, что у человека присутствуют типичные реакции и чувства другого пола

Кроме того, это состояние должно быть связано с клинически значимым дистрессом или психическими заболеваниями.
В DSM-5 этот диагноз был перемещён из категории сексуальных расстройств в отдельную категорию. Изначально диагноз звучал как «расстройство гендерной идентичности», переименование в гендерную дисфорию произошло после того, как прежний термин раскритиковали как стигматизирующий. Изначально диагноз дифференцировали по сексуальной ориентации, позже это разделение убрали. Диагноз для детей был отделён от диагноза для взрослых и назван гендерная дисфория у детей. Создание специфического диагноза для детей отражает меньшую способность детей понимать, что они испытывают, и способность подобрать слова для выражения своего состояния. Диагноз прочая гендерная дисфория или неуточнённая гендерная дисфория ставится тем, кто не соответствует критериям диагноза «гендерная дисфория», но имеет клинически значимый дистресс или нарушение психического состояния. Диагноз также включает интерсекс-людей.
В Международной классификации болезней (МКБ-10) перечислены несколько расстройств, связанных с гендерной идентичностью:
- Транссексуализм (F64.0): желание жить и быть принятым в качестве представителя противоположного пола, обычно сопровождающееся желанием хирургического вмешательства и гормональной терапии.
- Расстройство половой идентификации в детском возрасте (F64.2): стойкий и сильный дистресс по поводу приписанного пола, проявляющийся до наступления половой зрелости.
- Другие расстройства половой идентификации (F64.8).
- Неуточнённое расстройство половой идентификации (F64.9).
- Расстройство сексуального созревания (F66.0): неуверенность в своей гендерной идентичности или сексуальной ориентации, вызывающая тревогу или дистресс.

В МКБ-11, которая вступила в силу 1 января 2022 года, существенно пересмотрена классификация состояний, связанных с гендерной идентичностью. В разделе «состояния, связанные с сексуальным здоровьем» указано «гендерное несоответствие», которое кодируется тремя состояниями:
- Гендерное несоответствие в подростковом или взрослом возрасте (HA60): заменяет F64.0.
- Гендерное несоответствие в детстве (HA61): заменяет F64.2.
- Гендерное несоответствие, неуточнённое (HA6Z): заменяет F64.9.

Кроме того, из МКБ-11 убраны диагнозы «расстройство сексуального созревания» и трансвестизм двойной роли. МКБ-11 определяет гендерное несоответствие как «выраженное и стойкое несоответствие между переживаемым индивидом гендером и приписанным полом», с аналогичными DSM-5 определениями, но при этом не требует для постановки диагноза значительного дистресса или нарушения психического состояния.

## Лечение
Лечение человека с диагнозом гендерной дисфории может включать психологическое консультирование, приводящее к изменению образа жизни, либо медицинские вмешательства, такие как гендерно-аффирмативная гормональная терапия, генитальная хирургия, лазерная эпиляция, хирургия груди или другие реконструктивные операции, приводящие к физическим изменениям.
Стандарты медицинской помощи Всемирной профессиональной ассоциации по здоровью трансгендерных людей (WPATH) используются в качестве руководящих принципов лечения. Они базируются на подходе «снижения вреда».

### Неполовозрелые дети
Вопрос о том, советовать ли маленьким детям смириться с их приписанным полом или позволять продолжать демонстрировать поведение, которое не соответствует их приписанному полу, или рассматривать трансгендерный переход, является спорным. Исследования детей с гендерной дисфорией показывают, что большинство из них перестают чувствовать себя трансгендерными в период полового созревания и вместо этого идентифицируют себя геями или лесбиянками. Другие исследователи также сообщают, что значительная доля маленьких детей с диагнозом гендерной дисфории позже не имеют никакой дисфории.
Специалисты, которые лечат гендерную дисфорию у детей, могут назначить блокаторы полового созревания, чтобы отсрочить наступление полового созревания до тех пор, пока ребёнок не станет достаточно взрослым, чтобы принять обоснованное решение о том, необходим ли ему дальнейший трансгендерный переход.

### Психологическое лечение
До 1970-х годов психотерапия была основным методом лечения гендерной дисфории и, как правило, была направлена на то, чтобы помочь человеку приспособиться к приписанному при рождении полу. Хотя некоторые врачи до сих пор используют только психотерапию для лечения гендерной дисфории, теперь она может использоваться как дополнение к медицинским вмешательствам. Психотерапевтическое лечение гендерной дисфории включает в себя помощь пациенту в адаптации. Попытки облегчить гендерную дисфорию путем изменения гендерной идентичности пациента таким образом, чтобы она совпала с приписанным при рождении полом, оказались неэффективными.

### Медицинское лечение
Медицинские методы лечения физически изменяют первичные и вторичные половые признаки, чтобы уменьшить несоответствие между физическим телом человека и гендерной идентичностью. Одно лишь медицинское вмешательство без какой-либо формы психотерапии довольно редко. Исследователи обнаружили, что если люди не проходят психотерапию при лечении гендерной дисфории, то они часто чувствуют себя потерянными и сбитыми с толку, когда их медицинское лечение завершено.
Психотерапия, гендерно-аффирмативная гормональная терапия и хирургические операции в совокупности эффективны в лечении гендерной дисфории при соблюдении стандартов Всемирной профессиональной ассоциации по здоровью трансгендерных людей (WPATH). Общий уровень удовлетворенности пациентов как психологическим, так и медицинским лечением очень высок.

## Распространение
Гендерная дисфория встречается у одного из 30 000 человек с приписанным при рождении мужским полом, и у одного из 100 000 человек с приписанным женским полом. Оценочные показатели лиц с трансгендерной идентичностью варьируются от нижней границы 1:2000 (или около 0,05 %) в Нидерландах и Бельгии до 0,5 % взрослых жителей Массачусетса. В ходе национального опроса в Новой Зеландии исследователи обнаружили, что из 8500 случайно выбранных учащихся из 91 случайно выбранной средней школы, 1,2 % респондентов на вопрос «Считаете ли вы себя трансгендерным человеком?» ответили «да». Подсчитано, что диагноз «гендерная дисфория» по критериям 2013 года ставят примерно от 0,005 % до 0,014 % людей, с приписанным при рождении мужским полом, и от 0,002 % до 0,003 % людей, приписанным женским полом; это считается заниженной оценкой распространённости. Исследования показывают, что люди, совершившие трансгендерный переход, во взрослом возрасте, в три раза чаще оказываются с приписанным при рождении мужским полом, но среди людей, совершивших переход в детском возрасте, соотношение полов близко к 1:1.

## История
Ни DSM-I (1952), ни DSM-II (1968) не содержали диагноза, аналогичного гендерной дисфории. Расстройство гендерной идентичности детского возраста, атипичное расстройство гендерной идентичности и транссексуализм впервые появились в психиатрической классификации DSM-III (1980) в разделе «психосексуальные расстройства». Диагноз «транссексуализм» предназначался для диагностики подростков и взрослых, при этом выделялось четыре подтипа расстройства: гомосексуальный, гетеросексуальный, асексуальный и неуточнённый. В DSM-III-R (1987) было добавлено «расстройство гендерной идентичности подросткового и взрослого возраста, нетранссексуальный тип».

### Классификация как расстройство
Психиатрические диагнозы расстройства гендерной идентичности (ныне гендерная дисфория) были введены в DSM-III в 1980 году. Арлин Истар Лев и Дебора Рудасилль охарактеризовали это дополнение как политический манёвр, направленный на повторную стигматизацию гомосексуальности (гомосексуальность была удалена из DSM-II в 1974 году). И напротив, психиатры Кеннет Цукер и Роберт Спитцер утверждают, что расстройство гендерной идентичности было включено в DSM-III, потому что оно «соответствовало общепринятым критериям, используемым создателями DSM-III». Некоторые исследователи утверждают, что поведение и переживания, наблюдаемые при трансгендерности, являются ненормальными и представляют собой расстройство. Американская психиатрическая ассоциация заявила, что гендерная неконформность — это не то же самое, что гендерная дисфория, и что «гендерная неконформность сама по себе не является психическим расстройством. Необходимым элементом гендерной дисфории является наличие клинически значимого дистресса, связанного с этим состоянием».
Часть исследователей считают, что компонент дистресса не присущ трансгендерности как таковой; скорее, это связано с социальным отторжением и дискриминацией, которым страдает индивид. Профессор психологии Дэррил Хилл настаивает на том, что гендерная дисфория не является психическим расстройством, а диагностические критерии отражают психологический стресс у детей, который возникает, когда у родителей и других людей возникают проблемы, связанные с расхождением гендерной идентичности и физического тела ребёнка. Трансгендерные люди часто подвергаются преследованиям, социальной изоляции и подвергаются дискриминации, жестокому обращению и насилию, включая убийства. Некоторые авторы предполагают, что люди с гендерной дисфорией страдают из-за стигматизации и виктимизации; и что, если бы в обществе было менее строгое гендерное разделение, трансгендерные люди страдали бы меньше.
В декабре 2002 года в Великобритании был опубликован «Правительственный документ о политике в отношении транссексуальных людей», в котором говорится: «…это не психическое заболевание». В мае 2009 года правительство Франции также объявило, что транссексуальность больше не будет классифицироваться как психиатрическое заболевание, но, по данным французских организаций по защите прав трансгендерных людей, помимо влияния самого объявления, ничего не изменилось. Дания сделала аналогичное заявление в 2016 году.
Существуют преимущества и недостатки классификации гендерной дисфории как расстройства. Поскольку гендерная дисфория была классифицирована как расстройство, многие страховые компании готовы покрыть некоторые расходы на коррекцию пола. Без классификации гендерной дисфории как медицинского расстройства коррекция пола может рассматриваться как косметическая процедура, а не как необходимое с медицинской точки зрения лечение, и может не быть покрыто страховкой. В Соединённых Штатах трансгендерные люди реже, чем другие, имеют медицинскую страховку и часто сталкиваются с враждебностью и непониманием со стороны медицинских работников.
В МКБ-11 гендерная дисфория классифицируется как «гендерное несоответствие» в разделе состояний, связанных с сексуальным здоровьем. Было решено оставить такой диагноз в МКБ-11, чтобы у трансгендерных людей был доступ к медицинским услугам.